# Kostel Sainte-Marie des Batignolles
Kostel Sainte-Marie des Batignolles (tj. svaté Marie z Batignolles) je katolický farní kostel v 17. obvodu v Paříži na náměstí Place du Docteur-Félix-Lobligeois. Kostel je zasvěcen Panně Marii Nazaretské a pojmenován po zdejší čtvrti Batignolles.

## Historie
Výstavba kostela začala v roce 1828 pod vedením architekta Jacquese Molinose díky daru krále Karla X. a Marie Terezie Bourbonské.
Kostel získal své jméno Sainte-Marie des Batignolles roku 1830, kdy Karel X. vytvořil novou obec Batignolles-Monceaux oddělením od obce Clichy-la-Garenne.
V roce 1834 byl kostel kvůli narůstající populaci rozšířen, přesto bylo v roce 1839 rozhodnuto o jeho dalším rozšíření. Z tohoto důvodu nechal architekt Paul-Eugène Lequeux (1806-1873) připojit dvě postranní kaple. Dne 2. dubna 1841 pařížský arcibiskup Denys Affre posvětil sochu Panny Marie a zasvětil dva oltáře Panně Marii a sv. Vincentu z Pauly.
Varhany pocházejí z roku 1923.
Kostel je od roku 1975 chráněn jako historická památka.

## Architektura
Kostel má vzhled klasického řeckého chrámu. Jeho fronton je podpírán čtyřmi toskánskými sloupy. Kostel jako jeden z mála nemá žádnou zvonici.